# BEST II 이별이 오기 전에
BEST II 이별이 오기 전에는 대한민국의 가수 민해경의 1991년 발매한 베스트 앨범이다.  활동곡은 이별이 오기 전에이다. 신곡 3곡을 수록한 베스트 앨범이고, 이 앨범으로 1991년 골든디스크상 본상을 수상하였다.

## 앨범의 특징
어둠 그 별빛- 1984년 故김현식의 2집 동명 수록곡을 리메이크했으며, 평소에 민해경이 즐겨 부르는 노래로, 이후 방송과 콘서트에서 자주 회자되는 곡으로 자리매김한다. CD 에만 수록되어 있는 곡.
LP, TAPE, CD 마다 트랙 수가 각각 다르다.
LP에는 6번 트랙이 그대 미소가 슬퍼이며(총 10트랙, 변명,누구의 노래일까 제외), TAPE는 CD의 12 트랙까지 있고, 13, 14번 트랙이 없다.

## 트랙 리스트
| #   | 제목                       | 작사           | 작곡   | 편곡 | 재생 시간 |
| --- | -------------------------- | -------------- | ------ | ---- | --------- |
| 1.  | 〈이별이 오기 전에〉       | 김성란         | 박정원 | 3:27 |           |
| 2.  | 〈보고싶은 얼굴〉          | 이주호         | 이주호 | 3:48 |           |
| 3.  | 〈성숙〉                   | 김미선         | 강인원 | 4:24 |           |
| 4.  | 〈사랑은 세상의 반〉       | 강인원         | 강인원 | 4:06 |           |
| 5.  | 〈어느 소녀의 사랑이야기〉 | 박건호         | 이범희 | 3:30 |           |
| 6.  | 〈변명〉                   | 박건호         | 김재일 | 4:08 |           |
| 7.  | 〈그대 미소가 슬퍼〉       | 김정훈,권영득  | 권영득 | 4:00 |           |
| 8.  | 〈내 인생은 나의 것〉      | 박건호         | 방기남 | 4:40 |           |
| 9.  | 〈그대 모습은 장미〉       | 강인원, 박건호 | 강인원 | 3:20 |           |
| 10. | 〈내 마음 당신 곁으로〉    | 김기표         | 김기표 | 3:30 |           |
| 11. | 〈사랑은 이제 그만〉       | 이세건         | 이세건 | 3:35 |           |
| 12. | 〈누구의 노래일까〉        | 박건호         | 이범희 | 3:30 |           |
| 13. | 〈사랑했어요〉             | 김현식         | 김현식 | 4:02 |           |
| 14. | 〈어둠 그 별빛〉           | 정성주         | 김현식 | 4:40 |           |

## 같이 보기
- 민해경 디스코그래피